# Automatyzacja marketingu
Automatyzacja marketingu (ang. marketing automation) – prowadzenie działań marketingowych z zastosowaniem specjalnego oprogramowania oraz narzędzi służących do usprawnienia procesów sprzedażowych. 

## Opis
Automatyzacja działań marketingowych ma na celu zwiększenie efektywności prowadzonych kampanii poprzez automatyczne gromadzenie i przetwarzanie informacji dotyczących potencjalnych konsumentów (tzw. leadów sprzedażowych), eliminując w ten sposób czasochłonne zadania związane z ręcznym wprowadzaniem i analizą powyższych danych. Na podstawie pozyskanych danych dotyczących zainteresowań konsumenta, czynników demograficznych czy czynności podejmowanych na danej stronie internetowej, oprogramowanie do automatyzacji marketingu identyfikuje potencjalnych klientów, a następnie kieruje do nich odpowiedni, spersonalizowany przekaz marketingowy. Program automatycznie przygotowuje oferty i treści reklamowe oraz wysyła je do określonej grupy klientów najczęściej za pomocą e-maili, w oparciu o utworzoną wcześniej bazę danych kontaktowych. Oprogramowanie do automatyzacji marketingu z reguły jest zintegrowane z innymi systemami np.: systemami zarządzania relacjami z klientami tzw. CRM (ang. Customer Relationship Management), narzędziami do email marketingu czy systemami klasy ERP. 
Z roku na rok ten segment rynku marketingowego zyskuje na popularności i w 2020 stanowił ok. 50 procent wszystkich wydatków na e-mail marketing. 

## Podstawowe funkcje automatyzacji marketingu
- monitoring i analiza zachowania internautów odwiedzających daną stronę www.
- segmentacja potencjalnych klientów m.in. ze względu na zainteresowania czy dane demograficzne
- automatyczne tworzenie ofert w oparciu o powyższe dane
- tworzenie i wysyłka newsletterów oraz e-maili[2]
- tworzenie list e-mailingowych oraz baz danych klientów
- monitorowanie reakcji odbiorcy e-maili (współczynniki otwarć / odrzuceń, współczynnik klikalności)

## Podstawowe działania z zakresu automatyzacji marketingu
- dynamiczne formularze kontaktowe na stronie www
- segmentacja kontaktów i wysyłek wiadomości e-mail
- dynamiczne wiadomości
- dynamiczne ramki produktowe na stronie www
- przypomnienie o porzuconym koszyku
- komunikacja posprzedażowa[3]
- automatyczna realizacja scenariuszy komunikacji
- automatyczny dobór kanałów komunikacji